# Joyride (single)
Joyride is een nummer van de Zweedse groep Roxette. Het was de eerste single van het gelijknamige album uit 1991. Op 25 februari dat jaar werd het nummer op single uitgebracht.

## Achtergrond
Het album Joyride was het derde album van de Zweedse popband en kwam uit in maart 1991. Voor Roxette waren de begin jaren 90 de hoogtijdagen, met top 10-hits over de hele wereld en een miljoenenverkoop van het doorbraakalbum Look Sharp!. Het album Joyride was een volwaardige opvolger, even als de gelijknamige single. Na enkele top 10-hits en de heruitgave van de single It must have been love voor de soundtrack van de film Pretty Woman, werd de single in het voorjaar van 1991 wereldwijd een hit.
In thuisland Zweden werd de nummer-1 positie bereikt, evenals in Duitsland, Oostenrijk, Zwitserland, Australië, Canada, Verenigde Staten, Zimbabwe, Denemarken, Noorwegen, Spanje, Portugal en de Eurochart Hot 100. In Frankrijk werd de 39e positie bereikt, Finland de 2e, Italië de 3e, Ierland de 9e en in het Verenigd Koninkrijk de 4e positie in de UK Singles Chart.
In Nederland werd de plaat in het voorjaar van 1991 veel gedraaid op Radio 3 en werd een hit in de destijds twee landelijke hitlijsten op de nationale publieke popzender. De plaat stoomde in één ruk door naar de nummer 1-positie in zowel de Nationale Top 100 op donderdag 11 april 1991 als de Nederlandse Top 40 op vrijdag 12 april 1991.
Een week later volgde België met een nummer 1 notering in zowel de voorloper van de Vlaamse Ultratop 50 als de Vlaamse Radio 2 Top 30. In Wallonië werd géén notering behaald.
Het was voor Roxette de enige nummer 1-notering in Nederland en België (Vlaanderen).
In interviews zou Per Gessle later verklaren dat het idee voor het refrein van het nummer kwam door een briefje van zijn toenmalige vriendin (nu echtgenote) met de tekst "Hello, you fool, I love you".
In de opening van het nummer is een man te horen die zegt "Come on, join the joyride everybody, get your tickets here, step right this way" gesproken door Roxette's oud tourmanager Dave Edwards. Het is een hommage aan het nummer The Magical Mystery Tour waarbij je in de opening Paul McCartney hoort zeggen "Roll up, roll up for the Magical Mystery Tour! Step right this way!".
Per Gessle noemt Joyride de The Magical Mystery Tour van Roxette in de liner notes van het album Don't Bore Us, Get to the Chorus!, en zei dat hij de titel leende van een interview dat hij hoorde met Paul McCartney, die vertelde dat zijn schrijven met John Lennon een "long joyride" was.

## Tracklijst

#### 7 inch vinylsingle en cassette-single
- A-Kant - Joyride - (03:58)
- B-Kant - Come Back (before you leave) - (04:34)

#### 12 inch vinylsingle
- 1 Joyride (12" versie/ magicfriendmix) 6:08
- 2 Joyride (7" versie) 3:58
- 3 Come back before you leave 4:34

#### cd-single
- 1 Joyride (7" versie) 3:58
- 2 Come back before you leave 4:34
- 3 Joyride (12" versie/magicfriendmix) 6:08
- 4 Joyride (US remix) 4:04

## Muzikanten
- Per Gessle : fluiten (A), Zang, Tekst en Muziek (A&B).
- Marie Fredriksson - Zang (A&B).
- Clarence Öfferman - Producer, Keyboard, programming (A&B), en Honky-tonk piano (A), viool partij gecomponeert (B).
- Anders Herlin - programming (A&B).
- Jonas Isacsson - Gitaren (A&B), en Slide (B).
- Henrik Janson - cello, Arrangeur (B).

## Hitnoteringen

### Nederlandse Top 40
| Hitnotering: 09-03-1991 t/m 01-06-1991 | Hitnotering: 09-03-1991 t/m 01-06-1991 | Hitnotering: 09-03-1991 t/m 01-06-1991 | Hitnotering: 09-03-1991 t/m 01-06-1991 | Hitnotering: 09-03-1991 t/m 01-06-1991 | Hitnotering: 09-03-1991 t/m 01-06-1991 | Hitnotering: 09-03-1991 t/m 01-06-1991 | Hitnotering: 09-03-1991 t/m 01-06-1991 | Hitnotering: 09-03-1991 t/m 01-06-1991 | Hitnotering: 09-03-1991 t/m 01-06-1991 | Hitnotering: 09-03-1991 t/m 01-06-1991 | Hitnotering: 09-03-1991 t/m 01-06-1991 | Hitnotering: 09-03-1991 t/m 01-06-1991 | Hitnotering: 09-03-1991 t/m 01-06-1991 | Hitnotering: 09-03-1991 t/m 01-06-1991 |
| Week                                   | 1                                      | 2                                      | 3                                      | 4                                      | 5                                      | 6                                      | 7                                      | 8                                      | 9                                      | 10                                     | 11                                     | 12                                     | 13                                     |                                        |
| -------------------------------------- | -------------------------------------- | -------------------------------------- | -------------------------------------- | -------------------------------------- | -------------------------------------- | -------------------------------------- | -------------------------------------- | -------------------------------------- | -------------------------------------- | -------------------------------------- | -------------------------------------- | -------------------------------------- | -------------------------------------- | -------------------------------------- |
| Nummer                                 | 32                                     | 18                                     | 9                                      | 4                                      | 2                                      | 1                                      | 1                                      | 2                                      | 4                                      | 5                                      | 11                                     | 18                                     | 35                                     | uit                                    |

### Nationale Top 100
| Hitnotering: 02-03-1991 t/m 22-06-1991 | Hitnotering: 02-03-1991 t/m 22-06-1991 | Hitnotering: 02-03-1991 t/m 22-06-1991 | Hitnotering: 02-03-1991 t/m 22-06-1991 | Hitnotering: 02-03-1991 t/m 22-06-1991 | Hitnotering: 02-03-1991 t/m 22-06-1991 | Hitnotering: 02-03-1991 t/m 22-06-1991 | Hitnotering: 02-03-1991 t/m 22-06-1991 | Hitnotering: 02-03-1991 t/m 22-06-1991 | Hitnotering: 02-03-1991 t/m 22-06-1991 | Hitnotering: 02-03-1991 t/m 22-06-1991 | Hitnotering: 02-03-1991 t/m 22-06-1991 | Hitnotering: 02-03-1991 t/m 22-06-1991 | Hitnotering: 02-03-1991 t/m 22-06-1991 | Hitnotering: 02-03-1991 t/m 22-06-1991 | Hitnotering: 02-03-1991 t/m 22-06-1991 | Hitnotering: 02-03-1991 t/m 22-06-1991 | Hitnotering: 02-03-1991 t/m 22-06-1991 | Hitnotering: 02-03-1991 t/m 22-06-1991 |
| Week                                   | 1                                      | 2                                      | 3                                      | 4                                      | 5                                      | 6                                      | 7                                      | 8                                      | 9                                      | 10                                     | 11                                     | 12                                     | 13                                     | 14                                     | 15                                     | 16                                     | 17                                     |                                        |
| -------------------------------------- | -------------------------------------- | -------------------------------------- | -------------------------------------- | -------------------------------------- | -------------------------------------- | -------------------------------------- | -------------------------------------- | -------------------------------------- | -------------------------------------- | -------------------------------------- | -------------------------------------- | -------------------------------------- | -------------------------------------- | -------------------------------------- | -------------------------------------- | -------------------------------------- | -------------------------------------- | -------------------------------------- |
| Nummer                                 | 69                                     | 42                                     | 21                                     | 12                                     | 7                                      | 2                                      | 1                                      | 1                                      | 1                                      | 3                                      | 4                                      | 9                                      | 11                                     | 22                                     | 37                                     | 56                                     | 84                                     | uit                                    |

### VlaamseUltratop 50
| Hitnotering: 23-03-1991 t/m 29-06-1991 | Hitnotering: 23-03-1991 t/m 29-06-1991 | Hitnotering: 23-03-1991 t/m 29-06-1991 | Hitnotering: 23-03-1991 t/m 29-06-1991 | Hitnotering: 23-03-1991 t/m 29-06-1991 | Hitnotering: 23-03-1991 t/m 29-06-1991 | Hitnotering: 23-03-1991 t/m 29-06-1991 | Hitnotering: 23-03-1991 t/m 29-06-1991 | Hitnotering: 23-03-1991 t/m 29-06-1991 | Hitnotering: 23-03-1991 t/m 29-06-1991 | Hitnotering: 23-03-1991 t/m 29-06-1991 | Hitnotering: 23-03-1991 t/m 29-06-1991 | Hitnotering: 23-03-1991 t/m 29-06-1991 | Hitnotering: 23-03-1991 t/m 29-06-1991 | Hitnotering: 23-03-1991 t/m 29-06-1991 | Hitnotering: 23-03-1991 t/m 29-06-1991 | Hitnotering: 23-03-1991 t/m 29-06-1991 |
| Week                                   | 1                                      | 2                                      | 3                                      | 4                                      | 5                                      | 6                                      | 7                                      | 8                                      | 9                                      | 10                                     | 11                                     | 12                                     | 13                                     | 14                                     | 15                                     |                                        |
| -------------------------------------- | -------------------------------------- | -------------------------------------- | -------------------------------------- | -------------------------------------- | -------------------------------------- | -------------------------------------- | -------------------------------------- | -------------------------------------- | -------------------------------------- | -------------------------------------- | -------------------------------------- | -------------------------------------- | -------------------------------------- | -------------------------------------- | -------------------------------------- | -------------------------------------- |
| Nummer                                 | 20                                     | 17                                     | 5                                      | 2                                      | 1                                      | 1                                      | 1                                      | 1                                      | 1                                      | 4                                      | 6                                      | 9                                      | 16                                     | 38                                     | 48                                     | uit                                    |